# نيكولاس بونانو
نيكولاس بونانو (بالإسبانية: Nicolás Bonanno) هو لاعب كرة يد أرجنتيني، ولد في 1991 في الأرجنتين. لعب مع نادي جرانوليريس لكرة اليد.

## وصلات خارجية
- نيكولاس بونانو على موقع الاتحاد الدولي لكرة اليد (الإنجليزية)
- نيكولاس بونانو على موقع اللجنة الأولمبية الدولية (الإنجليزية)
- نيكولاس بونانو على موقع أوليمبيديا (الإنجليزية)
- نيكولاس بونانو على موقع اللجنة الأولمبية الأرجنتينية (الإسبانية)